# جيف جونسون (عازف جاز)
جيف جونسون (بالإنجليزية: Jeff Johnson)‏ هو عازف جاز أمريكي، ولد في 12 ديسمبر 1954 في منيابولس في الولايات المتحدة.

## وصلات خارجية
- جيف جونسون على موقع ميوزك برينز (الإنجليزية)
- جيف جونسون على موقع أول ميوزيك (الإنجليزية)
- جيف جونسون على موقع ديسكوغز (الإنجليزية)